# 主義洞站
主義洞站（韓語：주의동역）是朝鮮民主主義人民共和國咸鏡南道德城郡主義洞里的一個鐵路車站，属于德城線。

## 邻近车站
德城線
德城站 - 主義洞站 - 陽勝站